# اسلونگا
اسلونگا (انگلیسی: Esselunga) شرکت خرده‌فروشی ایتالیایی است، که در سال ۱۹۵۷ تأسیس شد.